# Per Pettersen
Per Pettersen (Oslo, 6 luglio 1946) è un allenatore di calcio ed ex calciatore norvegese, di ruolo difensore.

## Carriera

### Giocatore

#### Club
Pettersen vestì la maglia del Frigg.

#### Nazionale
Conta 35 presenze per la Norvegia. Esordì il 5 novembre 1967, nella sconfitta per 5-2 contro la Svezia. Il 2 agosto 1973, arrivò la sua prima ed unica rete: fu autore di un gol, infatti, nel successo per 0-4 sull'Islanda.

### Allenatore
Dal 1978 al 1982, fu allenatore della Nazionale femminile norvegese.